# Áporka megállóhely
Áporka megállóhely egy vasúti megállóhely volt a mai Pest vármegyei Kiskunlacháza településen, a MÁV üzemeltetésében. Kiskunlacháza és Délegyháza határvonala közelében helyezkedett el, a névadó község, Áporka központjától 4-5 kilométerre keleti irányban; a közúti elérését egykor biztosító utak ma már mind alsóbbrendű utaknak minősülnek.

## Vasútvonalak
A megállóhelyet az alábbi vasútvonalak érintették:
- Budapest–Kelebia-vasútvonal

## Kapcsolódó állomások
A megállóhelyhez az alábbi állomások vannak a legközelebb:
- Délegyháza vasútállomás
- Kiskunlacháza vasútállomás